# Dirk Kunert
Dirk Kunert (* 4. Dezember 1967 in Berlin) ist ein ehemaliger deutscher Fußballspieler und -trainer.

## Sportlicher Werdegang
Kunert spielte ab Mitte der 1980er Jahre für die Reinickendorfer Füchse in der Oberliga Berlin. In der Spielzeit 1988/89 gehörte er zur Berliner Meistermannschaft, in 26 Saisonspieler erzielte der Mittelfeldspieler dabei fünf Saisontore. In der Aufstiegsrunde zur 2. Bundesliga verpasste er mit dem Klub hinter dem MSV Duisburg, Preußen Münster und dem 1. SC Göttingen 05 nur den vierten Platz.
Kunert wechselte jedoch innerhalb Berlins zum Zweitligisten Blau-Weiß 90 Berlin. Unter Trainer Bernd Schumm war er zu Beginn der Zweitligasaison 1989/90 zur Ergänzungsspieler und debütierte erst am 13. Spieltag bei einer 1:6-Auswärtsniederlage beim im Abstiegskampf befindlichen SpVgg Bayreuth als Einwechselspieler für Peter Gartmann. Erst nach einem Trainerwechsel zu Horst Ehrmantraut lief er im letzten Saisondrittel regelmäßig auf, dabei stand er teilweise in der Startformation. In der folgenden Saison zu Beginn erneut Ersatzmann etablierte er sich im Saisonverlauf über weite Strecken in der Mannschaft. Zu Beginn der Zweitligasaison 1991/92 war er unter dem neu verpflichteten Uwe Klimaschefski Stammkraft, der jedoch auf dem dritten Platz liegend im September 1991 beurlaubt wurde. Unter Nachfolger Wolfgang Metzler war er nur zweite Wahl, als der Klub insbesondere nach einer Serie von fünf Niederlagen im Oktober und November in die zweite Tabellenhälfte abrutschte. Damit musste der Klub in der Abstiegsrunde antreten, hier kam Kunert bei der 0:2-Heimniederlage gegen Eintracht Braunschweig zu seinem letzten von 52 Zweitligaeinsätzen.
Während Blau-Weiß 90 im Sommer 1992 keine Zweitligalizenz erhielt, schloss sich Kunert dem Nordost-Oberligisten Türkiyemspor Berlin an. In den folgenden beiden Jahren lief er für den Klub dort in 54 Spielen auf und erzielte elf Treffer, als der Klub sich für die Regionalliga Nordost qualifizierte. Bis Ende Oktober stand er in elf Regionalligaspielen auf dem Platz und erzielte noch ein Tor. Zum November schloss er sich dem Ligakonkurrenten Hertha 03 Zehlendorf an, für den er bis zum Abstieg am Ende der Spielzeit 1997/98 auflief. Falko Götz lotste ihn anschließend als erfahrenen Spieler zu den Hertha-BSC-Amateuren, dort beendete er im Sommer 2000 seine aktive Laufbahn.
Kunert blieb Hertha BSC zunächst als Juniorentrainer erhalten. In der B-Junioren-Meisterschaft 2002/03 gewann er mit dem Hertha-Nachwuchs den Meistertitel. 2009 holte ihn Jürgen Röber als Trainerassistent zu Ankaraspor. Nach dem Rücktritt Röbers im Dezember des Jahres blieb er noch bis Jahresende für den Klub tätig und unterstütze dabei Röbers Nachfolger Hasan Erkin Şimşir. Anschließend unterstützte er Ralf Minge bei der deutschen U-20-Auswahlmannschaft, ehe er ab Sommer 2010 administrativ im Nachwuchsbereich von Bayer 04 Leverkusen tätig war. Es folgten Stationen bei den Nachwuchs- und Reservemannschaften von VfL Wolfsburg – in der A-Junioren-Bundesliga 2012/13 gewann er den Meistertitel –, dem Hamburger SV und dem 1. FSV Mainz 05.
2019 wurde Kunert Trainer beim Regionalligisten Berliner AK 07, den er im Sommer 2020 in Richtung Drittliga-Absteiger FC Carl Zeiss Jena verließ. Nachdem die Spielzeit 2020/21 aufgrund der Auswirkungen der COVID-19-Pandemie in Deutschland vorzeitig abgebrochen wurde, wurde er nach zwölf Spieltagen während der folgenden Saison beurlaubt und durch Andreas Patz ersetzt. Später war er Trainer beim BFC Dynamo. Ab Sommer 2024 war er wieder für Hertha BSC tätig, wo er sich um die Talententwicklung kümmerte.